# Erdőszentgyörgy

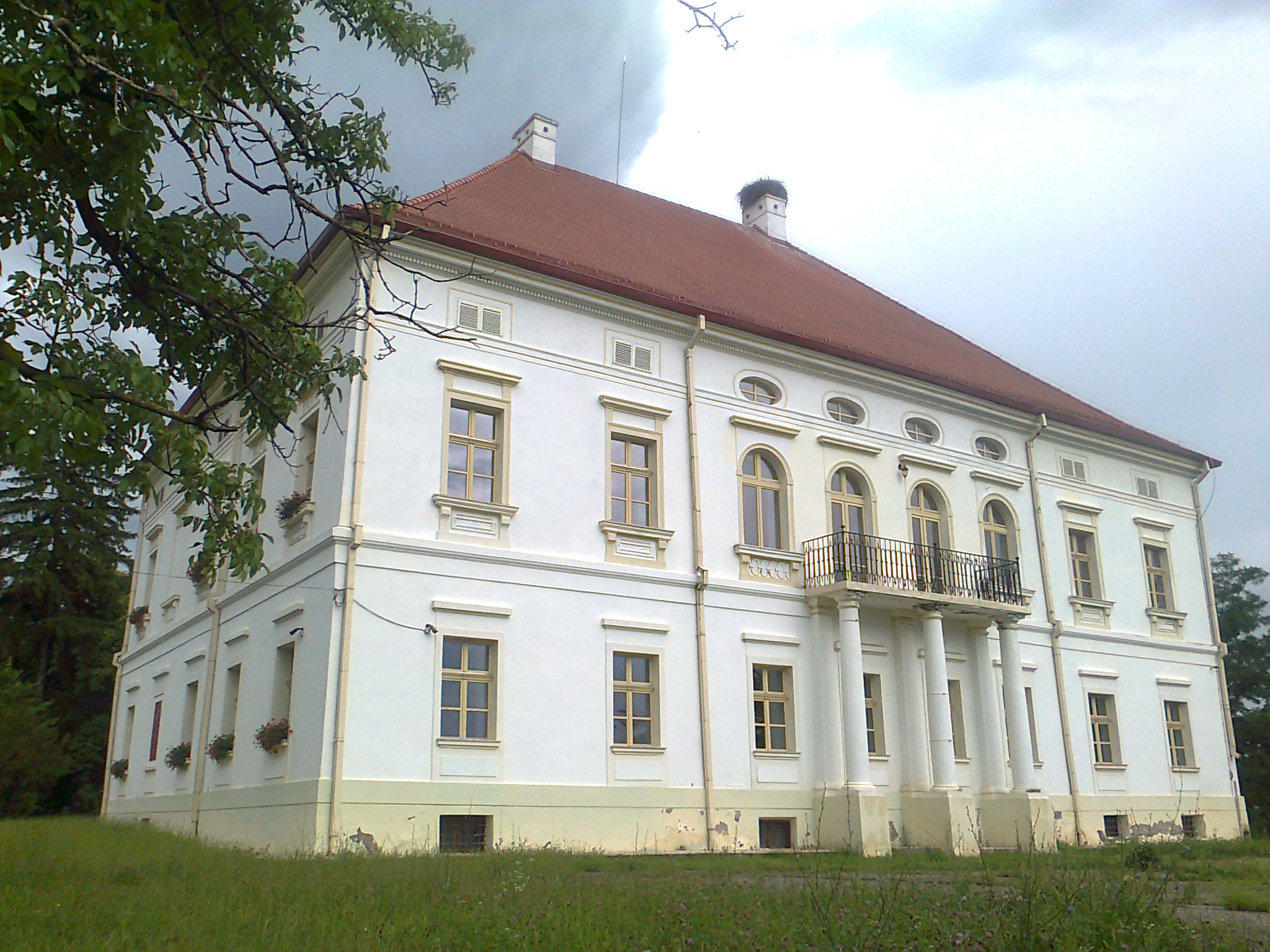
A felújított Rhédey-kastély

Erdőszentgyörgy (románul Sângeorgiu de Pădure, németül Sankt Georgen auf der Heide) város Romániában, Maros megyében. A Kis-Küküllő középső szakaszának legnagyobb települése, egykori járási székhely.

## Fekvése
Marosvásárhelytől 37 km-re délkeletre, a Kis-Küküllő jobb és bal partján, a Küsmöd-patakának torkolatánál, az Erdőszengyörgyi-medencében fekszik, Szovátától 26 km-re.

## Nevének eredete
Névmagyarázata szerint egy erdőkkel körülvett dombtetőn Szent György tiszteletére szentelt kápolnáról nevezték el.
Egy másik, manapság egyre erőteljesebb teret nyerő kutatás során nevének eredete az „Erdő” családnévből származik. A tézis szerint a Felső Kis Küküllő mentén minden települést anno egy család birtokolt, ez nem volt másképp Erdőszentgyörgy esetében sem.

## Története
Erdőszentgyörgyöt 1333-ban Sancte Georgio néven említik először, a pápai tizedjegyzékben, de az erdőszentgyörgyi székelyek települése minden valószínűség szerint sokkal régebbi. A szabad székelyek mellé a 16. században jobbágyokat és zselléreket is telepítettek. A hagyomány szerint a Rhédey-kastély helyén apátsági templom és kolostor állt 
sarokbástyákkal megerősítve, majd 1569-ben a Kornissok építtettek kastélyt a romokra. Templomában tartották 1618-ban az unitárius zsinatot. A település 1620-tól a Rhédeyek birtoka. 1640. július 30-án Tholdalagi Mihály itt tartotta lakodalmát második feleségével, Petki Erzsével. A lakodalmon részt vett I. Rákóczi György, Erdély fejedelme, a moldvai és a havasalföldi vajda is. 

1910-ben 2571 lakosából 2179 magyar, 351 román, 20 német volt.
A trianoni békeszerződésig Maros-Torda vármegye Nyárádszeredai járásához tartozott.
2003-ban nyilvánították várossá.
1992-ben 4794 lakosából 3322 magyar, 1163 román, 199 cigány, 4 német.
2002-ben 5492 lakosából 4247 magyar, 1097 román, 145 cigány.
2011-ben 5166 lakosából 3969 magyar, 916 román, 63 cigány anyanyelvű.

## Látnivalók
- Nevezetessége a 18. század végi, volt Rhédey-kastély, amely egy 16. századi kastély helyén épült 1759-ben, 1808-ban újjáépítették. Ez az a kastély, amelyben Rhédey Klaudia, Teck Mária brit királyné nagyanyja, II. Erzsébet brit királynő ükanyja felnőtt.
- Református temploma gótikus, a 13. – 14. század fordulóján épült. Itt tartották 1618-ban az unitárius zsinatot, 1640-től a reformátusoké. 1935-ben Debreczeni László a templom külső falán székely írásos feliratot talált, melyet az 1730-as évekre datálnak. A torony a reformáció idején épült, 1760-ban a templomot átépítve helyreállították. Kegyura a Rhédey- és a Wesselényi család volt. A templom alatti sírboltot 1614-ben fejedelmi rendeletre elfalazták. Itt van a Rhédey család kriptája is. A falu feletti északi dombtetőn ma már csak romokban áll a Rhédey-mauzóleum, ahonnan ide hozták az 1841-ben meghalt szépséges Rhédey Klaudia grófnőnek, Sándor württembergi herceg hitvesének, az angol királyi család ősének földi maradványait. A templomot 1935-ben unokájának, Mária brit királynénak az adományából restaurálták, ő állíttatta a fekete márvány emléktáblát is.
- Ortodox temploma 1838-ban a régi fatemplom helyett épült. Zsinagógája is van.
- A Zeyk család udvarháza 16. századi.
- Az északi rész feletti Várhegyen állítólag egykor vár állott, de annak semmilyen nyoma nem látható.

## Híres emberek
- Itt született 1883. március 24-én Kiss János altábornagy, a magyar ellenállási mozgalom mártírja.
- Itt született 1788-ban Bodor Péter a marosvásárhelyi híres zenélő kút és sok más alkotás létrehozója.
- Itt született 1812 szeptemberében Rhédey Klaudia, II. Erzsébet brit királynő ükanyja.
- Itt született 1929. február 8-án Székely József szobrászművész.
- Itt született 1947. március 21-én Miklóssy-Vári Vilmos biológus, természettudományi író, szerkesztő.

## Testvértelepülések
- Baja, Magyarország
- Celldömölk, Magyarország
- Plan-Les-Ouates, Svájc
- Varades, Franciaország
- Bélapátfalva,Magyarország
- Nagymegyer,Szlovákia